# كارل فريدريك فالكنبيرغ
كارل فريدريك فالكنبيرغ هو طيار بطل كندي، ولد في 4 فبراير 1897 في Botwood ‏ في كندا، وتوفي في 7 أكتوبر 1980 في إدمونتون في كندا.